# Frédéric Chopins uddannelse
Frédéric Chopins uddannelse begyndte med at han fik sine første klavertimer af sin storesøster Ludwika Chopin. Hans første professionelle klaverlærer var tjekken Wojciech Żywny, der underviste ham fra 1816 til 1822.
I 1823 blev Chopin optaget på Warszawa Lyceum, men han fortsatte med at få klaverundervisning af Żywny. Ved en koncert i 1825 spillede Chopin stykker af Ignaz Moscheles og imponerede publikum med sine frie improvisationer; han blev hyldet som “den bedste pianist i Warszawa”.
I efteråret 1826 påbegyndte Chopin et treårigt studium på Warszawas konservatorium, der var tilknyttet byens universitet, med den schlesiske komponist Józef Elsner som lærer. Muligvis har Chopin fået kontakt til Elsner allerede i 1822. På studiet lærte Chopin musikteori, becifring og komposition.
I sine evalueringer gjorde Elsner opmærksom på Chopins bemærkelsesværdige talent og musikalske geni. Elsner var tilbageholdende med at lære Chopin “snævre, akademiske og utidssvarende” regler og ønskede i stedet, at Chopins talent fik lov at udvikle sig på dets egne præmisser.
I 1827 flyttede familien til et logi i Krasiński-palæets sydlige anneks, som lå på den anden side af gaden i forhold til universitetet (i dag huser Krasiński-palæet Warszawas Kunstakademi). Her fortsatte forældrene med at drive et pensionat for mandlige studerende. Den unge Chopin boede hos dem, indtil han forlod Warszawa i 1830. (Fra 1837-39 boede kunstneren og digteren Cyprian Norwid på pensionatet, mens han læste billedkunst ved Kunstakademiet; senere skrev han digtet ’Chopins Klaver’, der beskriver, hvordan russiske tropper i 1863 skubbede klaveret ud ad et vindue). Familien Chopins gæsteværelse (salonik Chopinów) er i dag museum; i dette gæsteværelse spillede Chopin mange af sine tidligste værker.
Chopin blev gode venner med fire af sine forældres logerende: Tytus Woyciechowski, Jan Białobłocki, Jan Matuszyński og Julian Fontana. Senere mødtes han ofte med Matuszyński og Fontana i Paris.
I 1829 malede den polske kunstner Ambroży Mieroszewski fem portrætter af medlemmerne af familien Chopin (den yngste datter, Emilia, var død i 1827): Chopins forældre, hans storesøster Ludwika, lillesøsteren Izabela og ham selv (Mieroszewskis portræt menes at være det første af Chopin). De originale portrætter forsvandt under 2. Verdenskrig, og kun sort-hvide fotografier af dem er bevaret. I 1913 skrev den franske musikforsker og Chopin-biograf Édouard Ganche, at portrættet af Chopin forestillede ”en yngling truet af tuberkulose. Hans hud er bleg, hans adamsæble er fremtrædende, kinderne indsunkne, selv hans ører bærer præg af tuberkulose.” Chopins lillesøster Emilia var allerede død af tuberkulose i en alder af 14 år, og også deres far skulle senere dø af sygdommen i 1844.
Ifølge den polske musikforsker og Chopin-biograf Zdzisław Jachimecki er det svært at sammenligne den unge Chopin med tidligere komponister, fordi Chopin allerede i den første halvdel af sit liv lagde sin egen personlige stil for dagen. Allerede i de tidlige teenageår blev Chopin betragtet som et geni af både publikum og lærere, hvorimod Bach, Mozart og Beethoven endnu sad på skolebænken i den alder.
Chopin nøjedes med at klassificere sine værker ud fra genre og nummer, og han udstyrede dem aldrig med tematiske titler. Hans værker var dog ofte inspireret af følelsesmæssige eller sensuelle oplevelser fra hans liv. En sådan inspiration fik han første gang fra en smuk ung pige ved navn Konstancja Gładkowska, der studerede sang ved Warszawas konservatorium. (Hun blev senere sangerinde ved byens opera). I breve til sin ven Tytus Woyciechowski skrev Chopin, hvilke værker og endda hvilke dele af dem som var inspireret af hans egne erotiske reaktioner. Hans venskaber med førende repræsentanter for Warszawas kunstneriske og intellektuelle miljø, såsom Maurycy Mochnacki, Józef Bohdan Zaleski og Julian Fontana, gav yderligere næring til hans kunstneriske sjæl.